# رولف اشتوملن
رولف اشتوملن (انگلیسی: Rolf Stommelen؛ زاده ۱۱ ژوئیهٔ ۱۹۴۳ درگذشته ۲۴ آوریل ۱۹۸۳) یک اتوموبیل‌ران فرمول ۱ اهل آلمان بود.